# أليكسي أنتكيويتش
أليكسي أنتكيويتش (بالبولندية: Aleksy Antkiewicz)‏ (12 نوفمبر 1923 – 3 أبريل 2005) هو ملاكم بولندي راحل، مثّل بلاده في دورتي الألعاب الأولمبية الصيفية 1948 و1952.

## روابط خارجية
أليكسي أنتكيويتش على موقع اللجنة الأولمبية الدولية (الإنجليزية)
- أليكسي أنتكيويتش على موقع أوليمبيديا (الإنجليزية)
- أليكسي أنتكيويتش على موقع اللجنة الأولمبية البولندية (مؤرشف) (البولندية)